# 婆羅摩笈多定理

婆罗摩笈多定理指出：若圆内接四边形的对角线相互垂直，则垂直于一边且过对角线交点的直线將平分对边。婆罗摩笈多是印度数学家。

## 证明
因为{\displaystyle \angle AMF=\angle EMC=\angle MBC=\angle MAD}
所以{\displaystyle AF=MF}
{\displaystyle \angle FMD=90^{\circ }-\angle AMF=90^{\circ }-\angle MAD=\angle FDM}
因此 {\displaystyle MF=DF}
{\displaystyle AF=MF=DF}
即{\displaystyle EF}平分{\displaystyle AD}

## 婆羅摩笈多四邊形
婆羅摩笈多四邊形是四邊形，其邊長順序分別為{\displaystyle a_{1}b_{3},a_{3}b_{2},a_{2}b_{3},a_{3}b_{1}}，且{\displaystyle a_{1}^{2}+a_{2}^{2}=a_{3}^{2}}、{\displaystyle b_{1}^{2}+b_{2}^{2}=b_{3}^{2}}。
婆羅摩笈多四邊形既是圓內接四邊形，又是正交四边形（對角線垂直的四边形）。